# Північна Америка (регіон)
Північна Америка
| Площа           | 21 780 142 км² км²                                                           |
| Населення       | 357 838 000 (на 2015)                                                        |
| Число країн     | 2                                                                            |
| Число територій | 3                                                                            |
| ВВП             | 18,6 трлн. USD (ВВП, 2014)                                                   |
| Мови            | Англійська, Французька, Данська, Іспанська, Ґренландська та регіональні мови |
| Часові зони     | від UTC до UTC-10                                                            |
| Найбільші міста | Нью-Йорк, Лос-Анджелес, Чикаго, Торонто, Х'юстон                             |

Північна Америка — північний регіон Америки, є частиною континенту Північна Америка. Займає території північніше Латинської Америки. Згідно зі схемою географічних регіонів, використовуваних Організацією Об'єднаних Націй, до складу регіону входять США, Канада, Ґренландія, Бермудські острови, Сен-П'єр і Мікелон. Один із найрозвинутіших макрорегіонів світу.

## Визначення
Англійською мовою Північноамериканський регіон називається Northern America, на відміну від материка Північна Америка — North America.
Термін Northern America вперше був ужитий на мапах 1755 року, коли регіон ділили між собою Велика Британія, Франція та Іспанія.

## Країни та залежні території

### За площею[4]
| Країна або територія | Площа (км²) |
| Канада               | 9 984 670   |
| США                  | 9 826 675   |
| Ґренландія           | 2 166 086   |
| Сен-П'єр і Мікелон   | 242         |
| Бермудські острови   | 53          |

### За населенням[4]
| Країна або територія | Населення   |
| США                  | 319 406 000 |
| Канада               | 35 540 419  |
| Бермудські острови   | 64 237      |
| Ґренландія           | 56 370      |
| Сен-П'єр і Мікелон   | 6 080       |

### За густотою населення[4]
| Країна або територія | Площа (км²) |
| Бермудські острови   | 1203,7      |
| США                  | 32,7        |
| Сен-П'єр і Мікелон   | 24,8        |
| Канада               | 3,4         |
| Ґренландія           | 0,026       |